# Dětřichov (okres Liberec)
Dětřichov (německy Dittersbach) je vesnice na severu Česka, v okrese Liberec, v Libereckém kraji. Leží ve Frýdlantském výběžku asi 4 km jihozápadně od města Frýdlantu na silnici I/13 do Liberce. Obec má 741 obyvatel, je v ní mateřská a základní škola. Protéká jí říčka Oleška.
V roce 1900 byla zprovozněna úzkorozchodná dráha z Frýdlantu do Heřmanic a dále do Žitavy, byla však zrušena roku 1976. Na trať upomíná zachovalá část kolejiště u domu číslo popisné 223. Tento pozemek s železniční tratí kdysi zakoupil někdejší strojvedoucí, takže když se pak v polovině devadesátých let 20. století koleje tratě likvidovaly, tyto zůstaly zachovány, neboť se nacházely na soukromém pozemku.

## Historie
Předpokládá se, že obec byla založena v období německé kolonizace ve 14. století. První písemná zmínka o ní z frýdlantského urbáře 1381–1409 se týká zdejšího kostela sv. Anny. Vesnice vyrostla na místě, kde na cestu z Chrastavy do Frýdlantu napojovala cesta z Žitavska vedoucí přes Rybarzowice (Reibersdorf) a Bogatyniu (Reichenau) a Heřmanice. Vždy šlo o vrchnostenckou vesnici, vlastněnou majiteli frýdlantského panství. Historii obce se nevyhnula náboženská perzekuce v průběhu reformačního hnutí. Jejím výsledkem bylo opuštění 15 usedlostí, jejichž obyvatelé se raději vystěhovali ze země. Přesto zde dalších 38 gruntů zůstalo obydleno a to vytvořilo dobré podmínky pro další vývoj obce. Částí tohoto vývoje byla účast na odporu proti Gallasům v letech 1679–87 vedeném Andreasem Stelzigem. Dětřichovští se zúčastnili i srocení poddanách pod frýdlantským zámkem. Následně došlo roku 1780 k parcelaci zdejšího panského dvora a vzniku nové vesnice Kristiánov (Christiansau), pojmenované na paměť zakladatele hraběte Kristiána Filipa Clam-Gallase.
V osmdesátých letech 18. století měl Dětřichov 28 číslovaných domů, v roce 1833 bylo v obci 174 domů s 395 obyvateli. Tento vzestup si vynutil i úpravu školních poměrů. Do roku 1720 chodily děti do školy v Kunraticích, ale pak bylo povoleno zřízení školy v Dětřichově, sloužící i pro děti z Albrechtic. Po sto letech však již školní budova nedostačovala, a tak bylo v roce 1820 nutné postavit novou budovu, protože počet školních dítek již překročil číslo 180. Způsobem obživy obyvatel bylo zemědělství a tkalcovství. Textilní výroba se stala základem dalšího rozvoje obce. Tkalcovskou dílnu rodiny Klingerových získal saský továrník Carl August Preibish a vybudoval z ní textilní továrnu, ve kterém v roce 1910 pracovalo 700 zaměstnanců. Další továrnu vybudoval v obci Bernard Hannig, jehož firma skončila roku 1864, a objekt koupila nejprve firma liberecká a pak roku 1881 vídeňská firma M. B. Neumann a synové a v jejich továrně bylo roku 1910 zaměstnáno 180 lidí. V roce 1857 měl Dětřichov 1289 obyvatel a roku 1900 žilo v 242 domech 1723 lidí. Roku 1935 jich bylo 1246: 1222 Němců a 24 Čechů.
Roku 1927 byla v Dětřichově založena kazatelská stanice frýdlantského sboru Německé evangelické církve, která ale zanikla roku 1945.
Po odsunu Němců do obce přicházeli osadníci z Chrudimska, Bydžovska a okolí Hradce Králové, usadili se zde také volynští a zelovští Češi. Dětřichov měl od roku 1950 společný MNV s Albrechticemi, Vysokým a Kristiánovem. V roce 1963 připadly k Dětřichovu také Heřmanice. Usnesením ONV ze dne 19. září 1985 pak byl sloučen s Frýdlantem. Po sametové revoluci se z tohoto svazku osamostatnily nejprve Heřmanice s Kristiánovem a roku 1992 také Dětřichov.
Po komunálních volbách konaných na podzim 2014 došlo k výměně starosty, kdy dosavadního Stanislava Šťastného vystřídal Daniel Kopecký kandidující za Unii pro sport a zdraví.
V květnu 2025 byl v obci u domu číslo popisné 68 odhalen nový památník upomínající na zdejší oběti druhé světové války. Připomíná Gustava Stefana, jenž jel 8. května 1945 kolem dětřichovské železniční stanice s koňmi a zasáhla ho tam bomba svržená sovětskými letadly při náletu, dále upomíná na malou dívku Inge Walterovou, kterou ve stejné době držela její maminka a spolu mávaly kolem projíždějícímu koňskému spřežení, a také na bratry Heerovy, kteří spolu v září 1946 pracovali na poli a při tom nalezli nevybuchlou munici. Začali ji zkoumat a když ji drželi v rukou, došlo k detonaci, jež jednoho z chlapců zabila a druhého připravila o nohu. Ač se pak rodina vystěhovala do Německa a posléze do Spojených států amerických, nikdy se z neštěstí úplně nevzpamatovala.

## Doprava
Po jihovýchodní straně Dětřichova je vedena silnice I/13. Ta byla vyměřena roku 1826 a v letech 1830 až 1834 ji vybudovala firma „J. Pollak und Salomon Hahn“. U silnice byl v domě čp. 180 vybudován zájezdní hostinec.

## Pamětihodnosti
- Kostel svaté Anny
- Socha sv. Jana Nepomuckého – na křižovatce silnice od Frýdlantu

### Vodní mlýn
Na jihozápadním okraji obce při silnici do Heřmanic stával v údolí Olešky vodní mlýn (objekt čp. 23). Řadil se k nejstarším domům v obci. Neví se, kdy vznikl, ale k roku 1651 je udáváno, že ve mlýně je jeden mlecí stroj. Pohánělo ho dřevěné vodní kolo o průměru 7 metrů, na které byla přiváděna s vrchu voda z říčky Olešky náhonem dlouhým asi 1 kilometr. K posledním mlynářům patřil Stanislav Zajíc, jenž se během září roku 1946 přestěhoval do jiného objektu v obci. Následně se mlýn zastavil a po dobu dalších deseti let byl opuštěn. V letech 1959 až 1960 při tak zvané Demolici pohraničí došlo k odstřelení mlýna spolu s dalšími prázdnými domy v obci, které provedla vojenská jednotka. Poté byl mlýn srovnán se zemí a na jeho místě vznikla neřízená skládka odpadů, která byla zrušena až roku 1997.

### Obecní úřad a knihovna
Naproti kostelu svaté Anny, na břehu říčky Olešky, stojí budova obecního úřadu, kde se nachází i obecní knihovna. V létě 2008 byly prostory knihovny rekonstruovány, avšak o dva roky později, 7. srpna 2010, rozvodněná Oleška zatopila celé přízemí budovy, tedy knihovnu. Největší ztrátou byly kroniky knihovny, které povodeň zcela zničila. Provoz knihovny byl obnoven až 13. února 2012. Knihovna má opět zrekonstruované a nově vybavené prostory a spolu s tím přešla i na automatizovaný výpůjční systém. Díky darům široké veřejnosti se podařilo za poměrně krátkou dobu obnovit knihovní fond.

## Galerie

Dětřichov
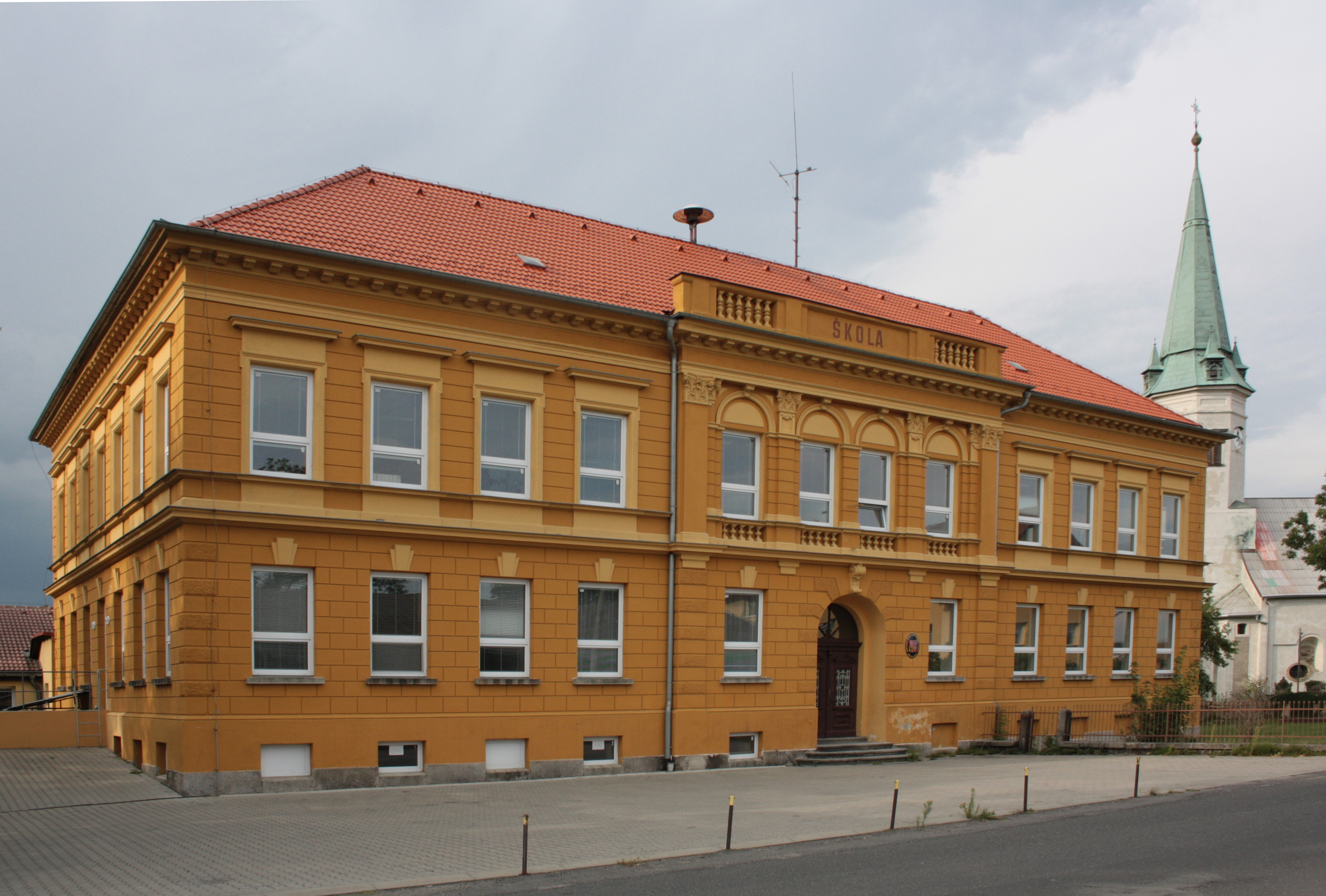
Škola
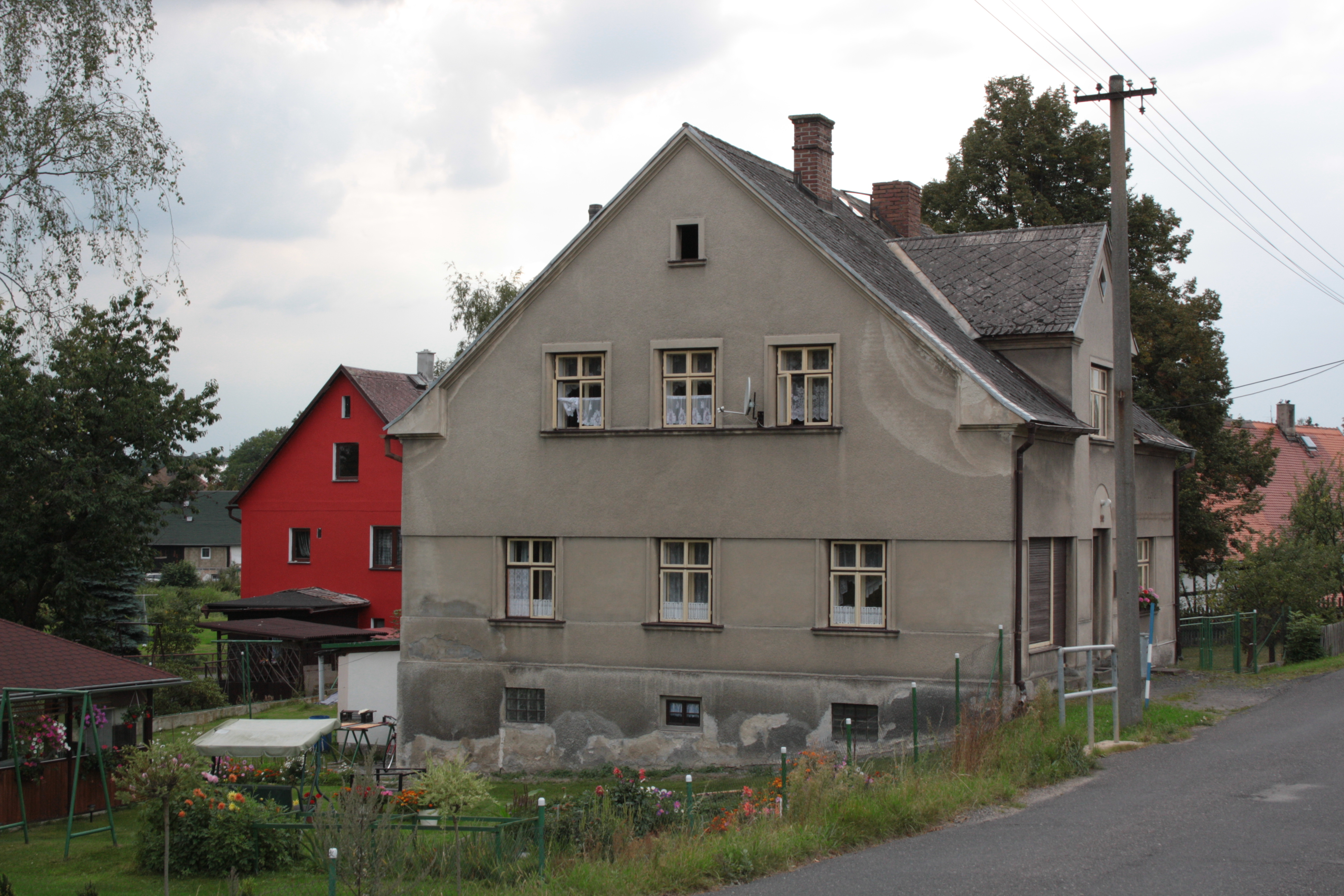
Dům č.p. 262
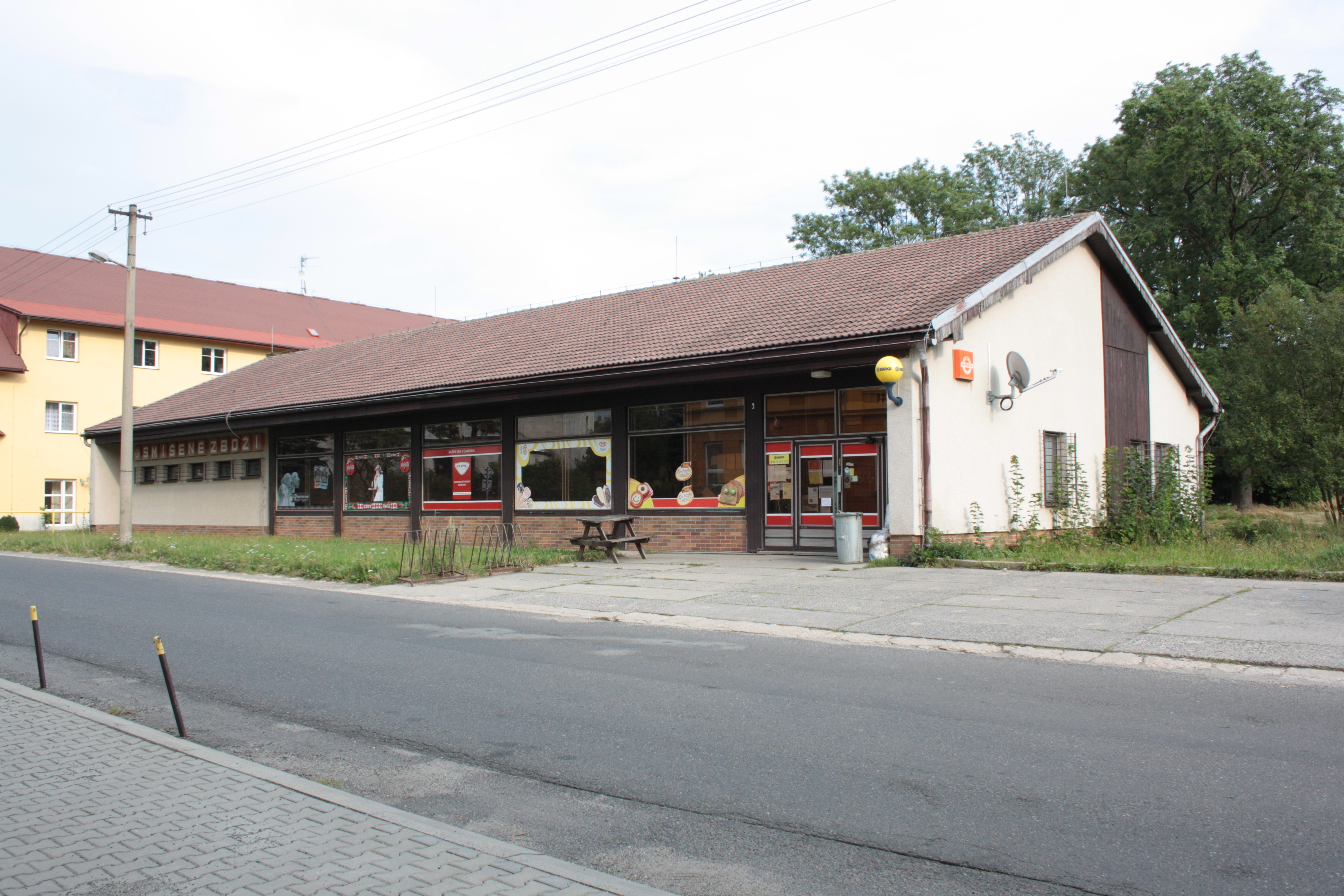
Obchod
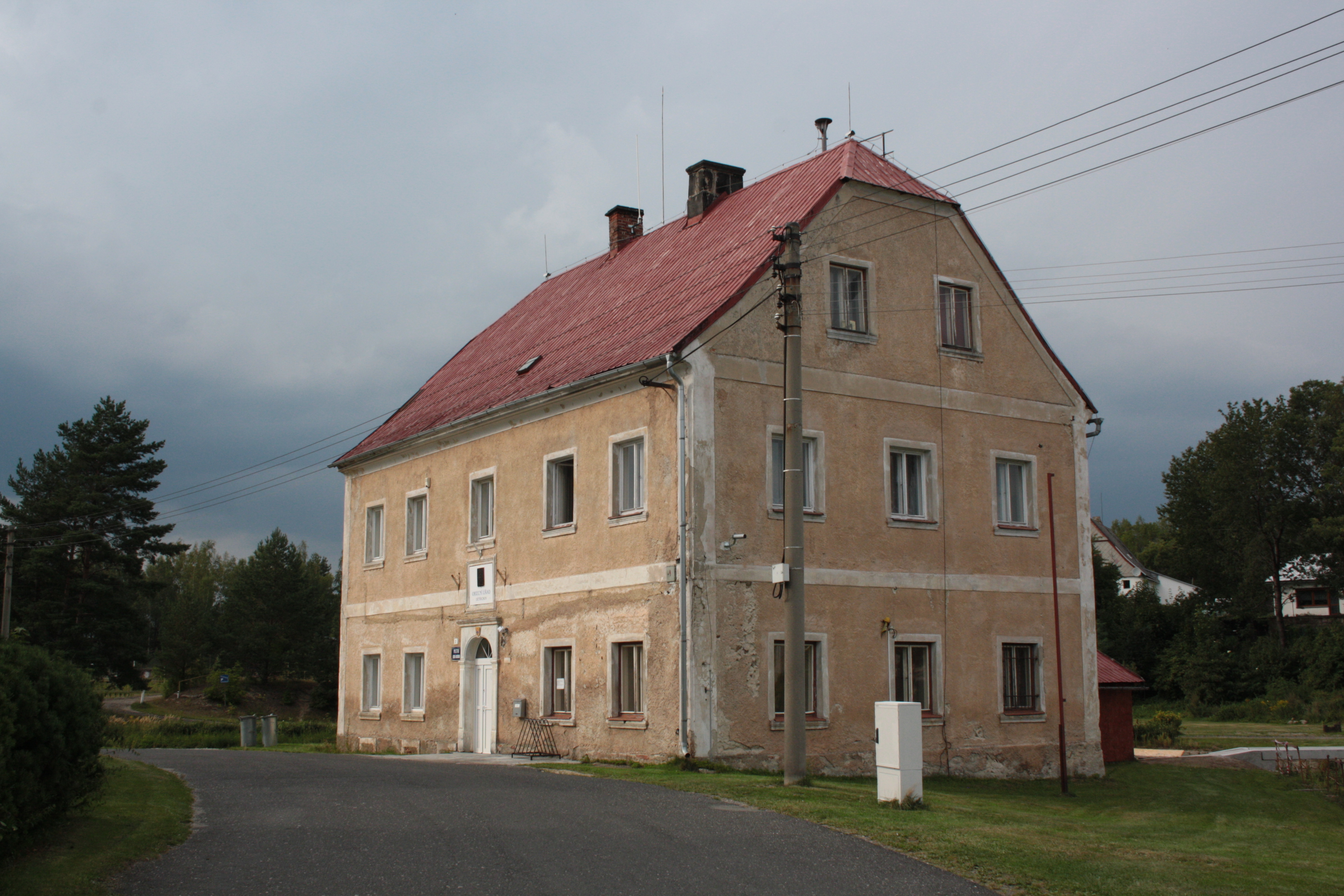
Obecní úřad s knihovnou
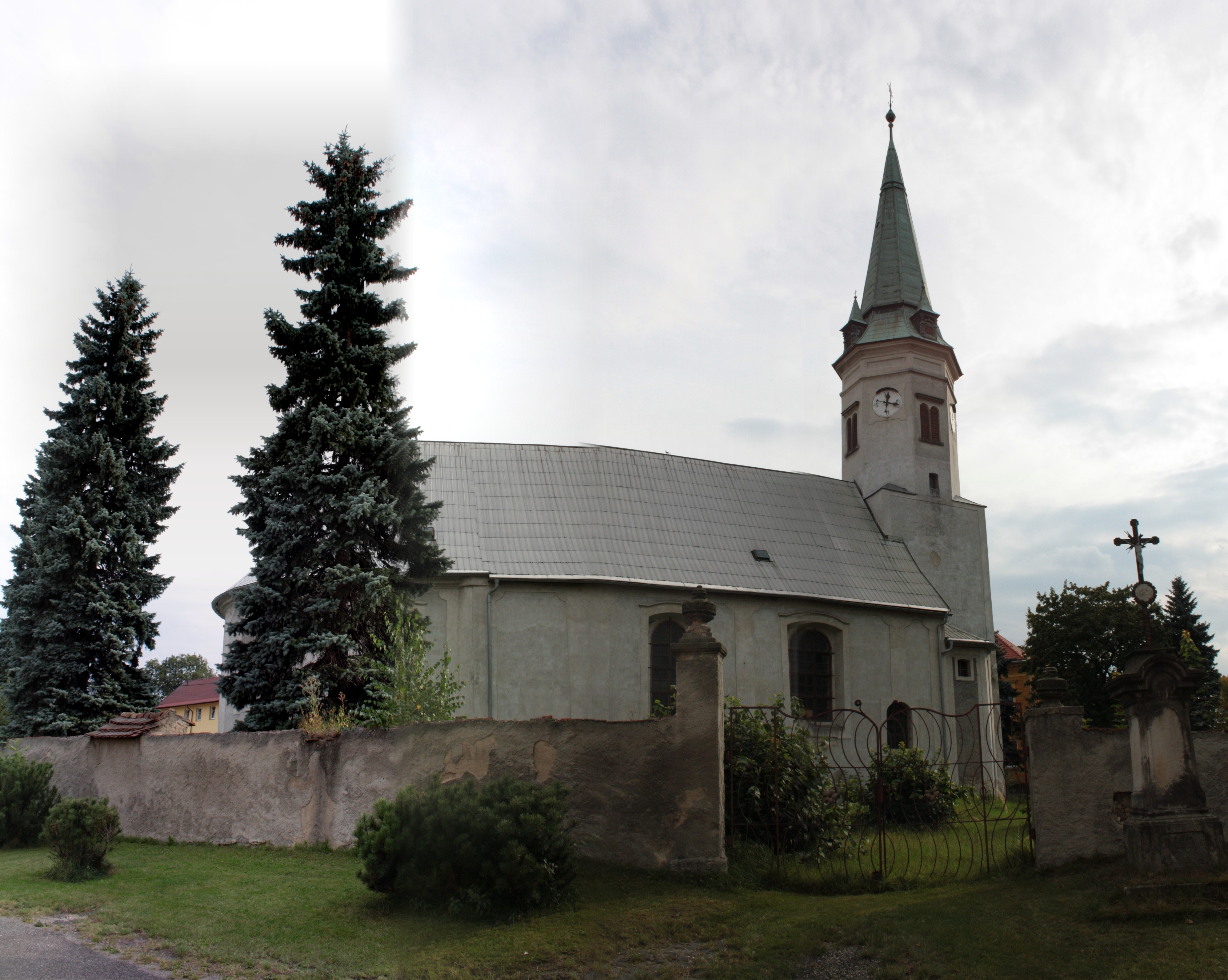
Kostel svaté Anny
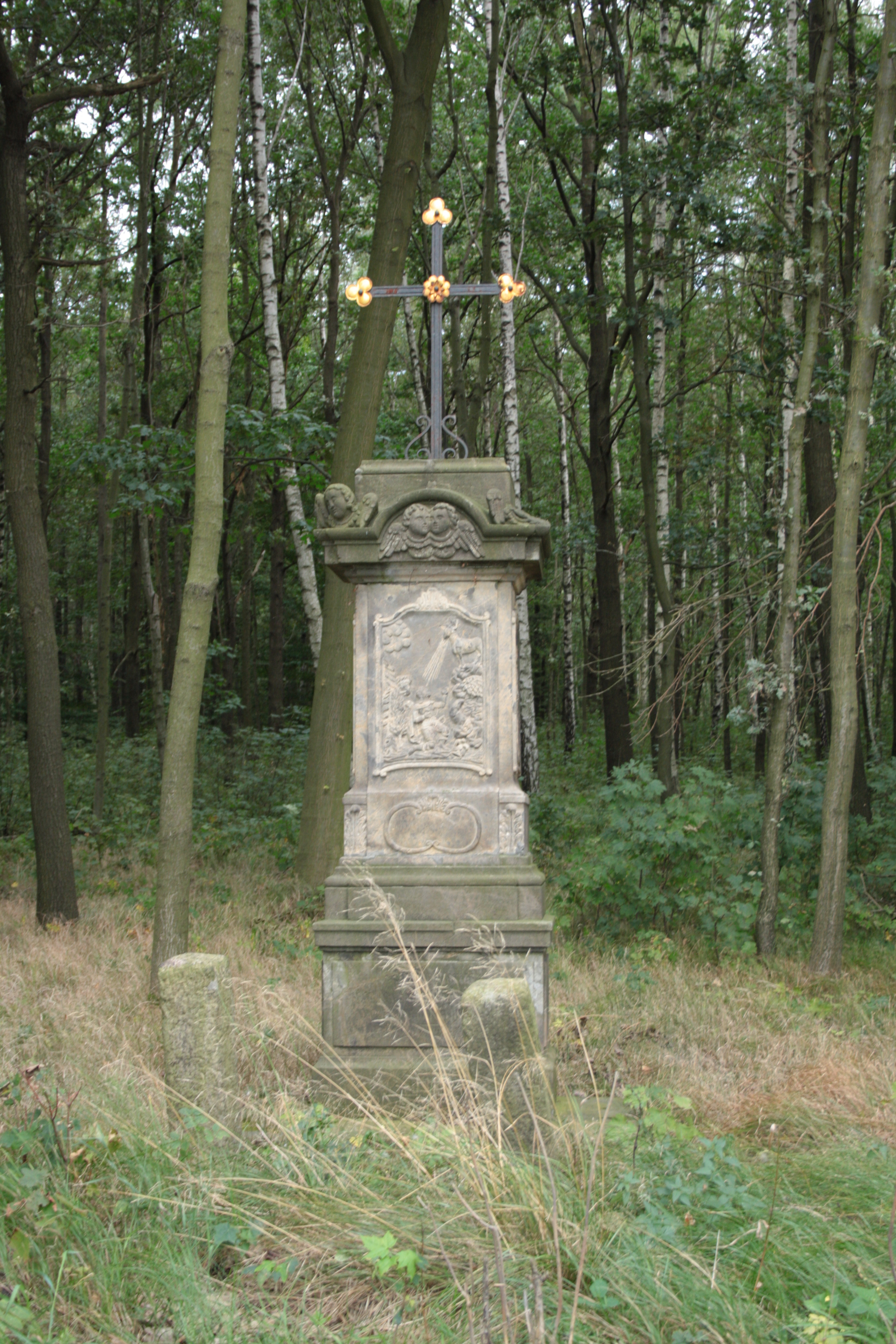
Křížek